# Istoria alimentelor
Istoria alimentelor este un domeniu interdisciplinar care se ocupă cu istoricul alimentelor din punct de vedere cultural, economic, impactul alimentelor asupra mediului înconjurător și asupra societății. Istoria alimentelor este o disciplină nou apărută, care nu se ocupă doar de originea unor alimente sau de istoricul unor rețete culinare, dar și de alimente ca elemente culturale care reflectă structura economică și socială a societății. Primul simpozion internațional a fost "Oxford Food Symposium, în 1981.

## Peștele sărat din China antică în Fenicia
Rețeta de pește sărat a fost descoperită în China antică. Primele mine de sare din China au o vechime de peste 90 de mii de ani. Astfel, China a produs și a exportat peștele sărat chiar și în Egipt, unde acesta a fost găsit în piramide, depus ca ofrandă. Ulterior, egiptenii au reușit să copieze rețeta de la chinezi, ba chiar au și exportat pește sărat fenicienilor și grecilor. Grecii au cumpărat timp de 1000 de ani pește sărat de la egipteni, până să descopere rețeta. Importanța peștelui sărat în lumea antică a fost ca aliment conservat, făcând posibile expedițiile lungi pe mare, cum ar fi cele ale fenicienilor în căutare de staniu pe care l-au descoperit în urma unei expediții în Britania. Staniul era folosit împreuna cu cuprul adus din Cipru (de unde vine și denumirea metalului) pentru producerea bronzului necesar obținerii aliajelor pentru arme, bijuterii și baterea monedelor. Acesta este un exemplu despre importanța unui aliment în economie și societate.

## Hrana soldatilor din legiunile romane
În Imperiul Roman, rația alimentară zilnică a soldaților cuprindea grâu, sare(de aici vine substantivul salariu), vin, oțet, carne proaspătă și sărată.

## Cafeaua în Imperiul Otoman
În jurul anului 1511, în Imperiul Otoman au venit din Mecca primii comercianți de cafea. În Cairo, cafeaua apare prima dată în 1532 de unde se răspândească în toată Siria și Asia Mică. La Viena, cafeaua a ajuns prima dată cu asediul turcilor, care plăteau în cafea spionii din timpul asediului capitelei. Cufere cu cafea au fost descoperite după retragerea armatei otomane de la asediul Vienei, în 1529. Odată ajunsă în Europa, cafeaua a fost privită cu reticență de creștini, ca fiind o băutură musulmană. Însuși papa se opusese consumului cafelei. In acea perioadă, musulmanii erau singurii producători de cafea, iar cererea de cosum din Europa creștină nu putea fi asigurată, pentru că lumile musulmană și creștină erau separate după secole de cruciade. Aici au intervenit comercianții evrei, care au adus mărfuri peste prăpastia dintre cele două lumi, aducând cafeaua în Italia. Astfel, italienii au ajuns promotorii cafelei în Europa.

## Goana după mirodenii și marile descoperiri geografice
Marile descoperiri geografice, de la începutul secolului al XVII-lea, au fost impulsionate de prețul exorbitant al mirodeniilor (ex: piper) aduse din India. Calea maritimă pentru aducerea mirodeniilor a fost o alternativă la vechiul Drum al mătăsii din China spre Europa. Noile plante, alimentare sau nu, aduse din America nou descoperită au fost: 
- porumbul,
- roșiile,
- cartoful,
- vanilia,
- tutunul,
- cacao,
- cauciucul,
- ardeiul,
- ardeiul iute etc.

## Gastronomie moleculară
Folosirea aerului lichid, sau azot lichefiat pentru eliberarea aromelor din fructele peste care s-a vărsat azot lichid au un gust mai profund după ce au fost dezghețate de la -210 grade celsius. 